# Plathemis
Genre
Plathemis est un genre de la famille des Libellulidae appartenant au sous-ordre des Anisoptères dans l'ordre des Odonates. Il comprend deux espèces. Autrefois considéré comme un sous-genre de Libellula, des études phylogénétiques récentes confirment le statut de Plathemis en tant que genre, .

## Espèces du genrePlathemis
- Plathemis lydia Drury, 1773 - La lydienne
- Plathemis subornata Hagen, 1861